# Argiagrion leoninum
Argiagrion leoninum је инсект из реда Odonata и фамилије Coenagrionidae. 

## Угроженост
Подаци о распрострањености ове врсте су недовољни.

## Распрострањење
Ареал врсте је ограничен на једну државу. 
Сијера Леоне је једино познато природно станиште врсте.

## Станиште
Станиште врсте су слатководна подручја. 